# Euxoa erutoides
Euxoa erutoides är en fjärilsart som beskrevs av Charles Boursin 1964. Euxoa erutoides ingår i släktet Euxoa och familjen nattflyn. Inga underarter finns listade i Catalogue of Life.